# Faluga (mitologia)
Una faluga és un ésser mitològic femení propi de la mitologia catalana. Semblants als nyítols però molt més perverses, les falugues són menudes com un gra de sorra, viuen al mar, a les coves que porten el seu nom. Quan volen mortificar algun humà, li entren pel nas, les orelles o pels ulls, se li mengen el cuc de l'orella i el deixen sord per tota la vida.